# Martin Grünberg
Martin Grünberg (* 1655 in Insterburg, Ostpreußen; † zwischen 16. und 23. Oktober 1706 oder 1707 (genaues Todesdatum unbekannt) in Berlin) war ein Berliner Architekt und Baumeister.

## Leben

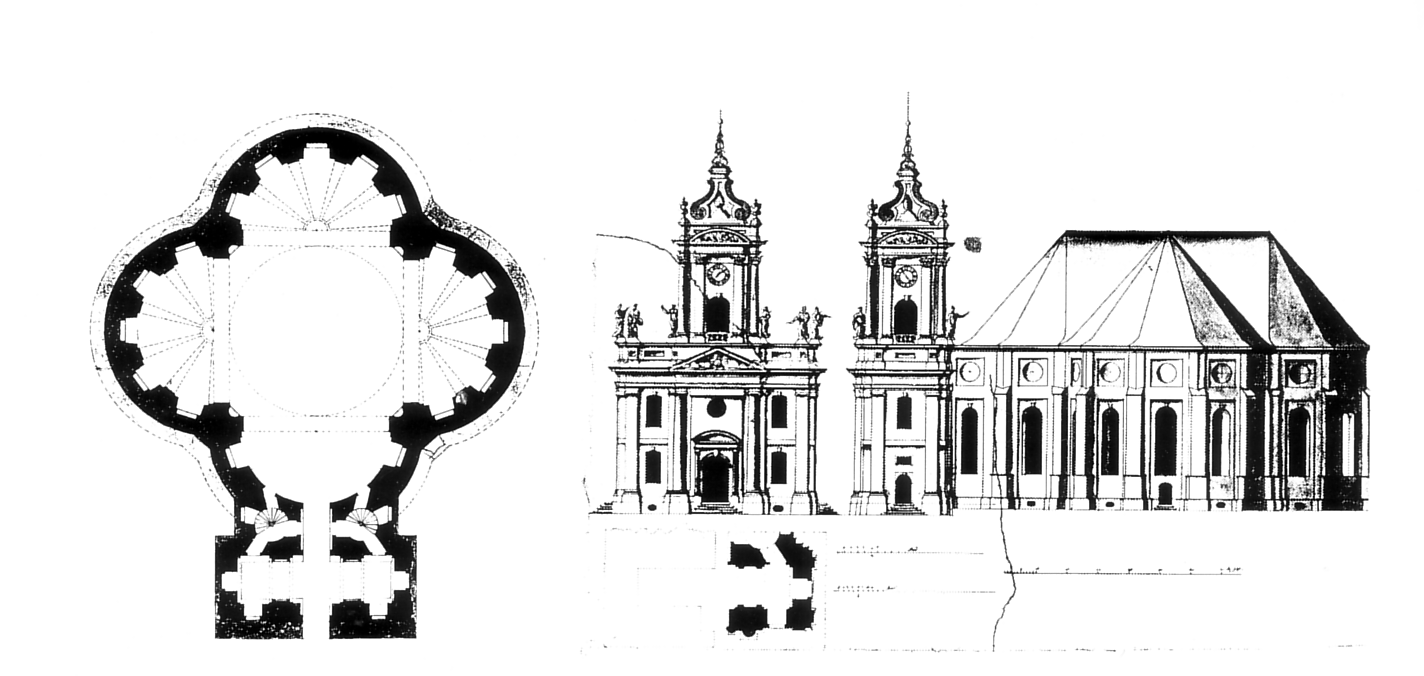
Entwurf der Parochialkirche in Berlin

Martin Grünberg wirkte ab 1687 in Berlin, nachdem er mehrere Reisen nach Frankreich und Italien unternommen hatte. In Berlin beteiligte er sich am Aufbau der Friedrichstadt und überwachte das Bauwesen in der Kurmark als Mitarbeiter des Kurfürstlich-Brandenburgischen Oberbaumeisters Johann Arnold Nering, dessen Nachfolger er von 1695 bis 1698 war. Die damit verbundenen Aufgaben beim Bau der Schloss- und Residenzbauten gab er 1698 an Andreas Schlüter ab und blieb nachfolgend Landbaumeister (Aufbau der Stadt Lenzen an der Elbe).
1701 wurde Grünberg als erster Architekt und Baumeister Mitglied in der Akademie der Künste und der Königlich Preußischen Sozietät der Wissenschaften.

## Werk

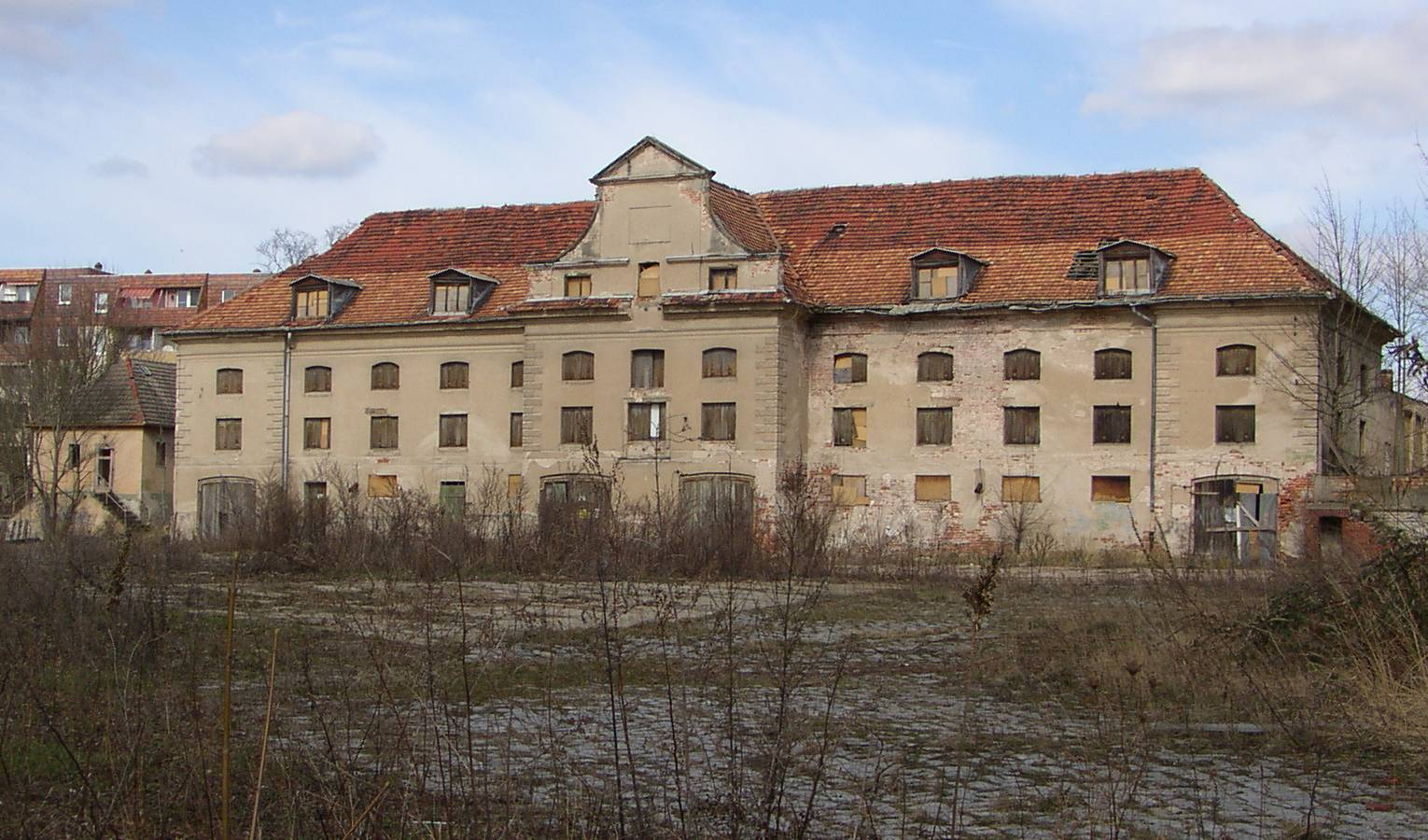
Ehemaliges Jagdschloss in Fürstenwalde

Martin Grünberg gehört, ebenso wie sein Vorgänger Nering, zu den Vertretern des niederländischen Barock. Er konstruierte unter anderem die Erweiterung des Marstallgebäudes Unter den Linden bis an die spätere Dorotheenstraße – samt der ersten Berliner Sternwarte – sowie die Jungfernbrücke (ehemals Spreegassenbrücke). Einen besonderen Fokus legte er auf Kirchenbauten, darunter die Alte Garnisonkirche, die Neue Kirche (heute Deutscher Dom) und die Sebastiankirche (später Luisenstadt-Kirche). Auch für den Umbau des barocken Reithauses zu einer deutsch-französischen Doppelkirche auf dem Berliner Friedrichswerder fertigte er den Entwurf.

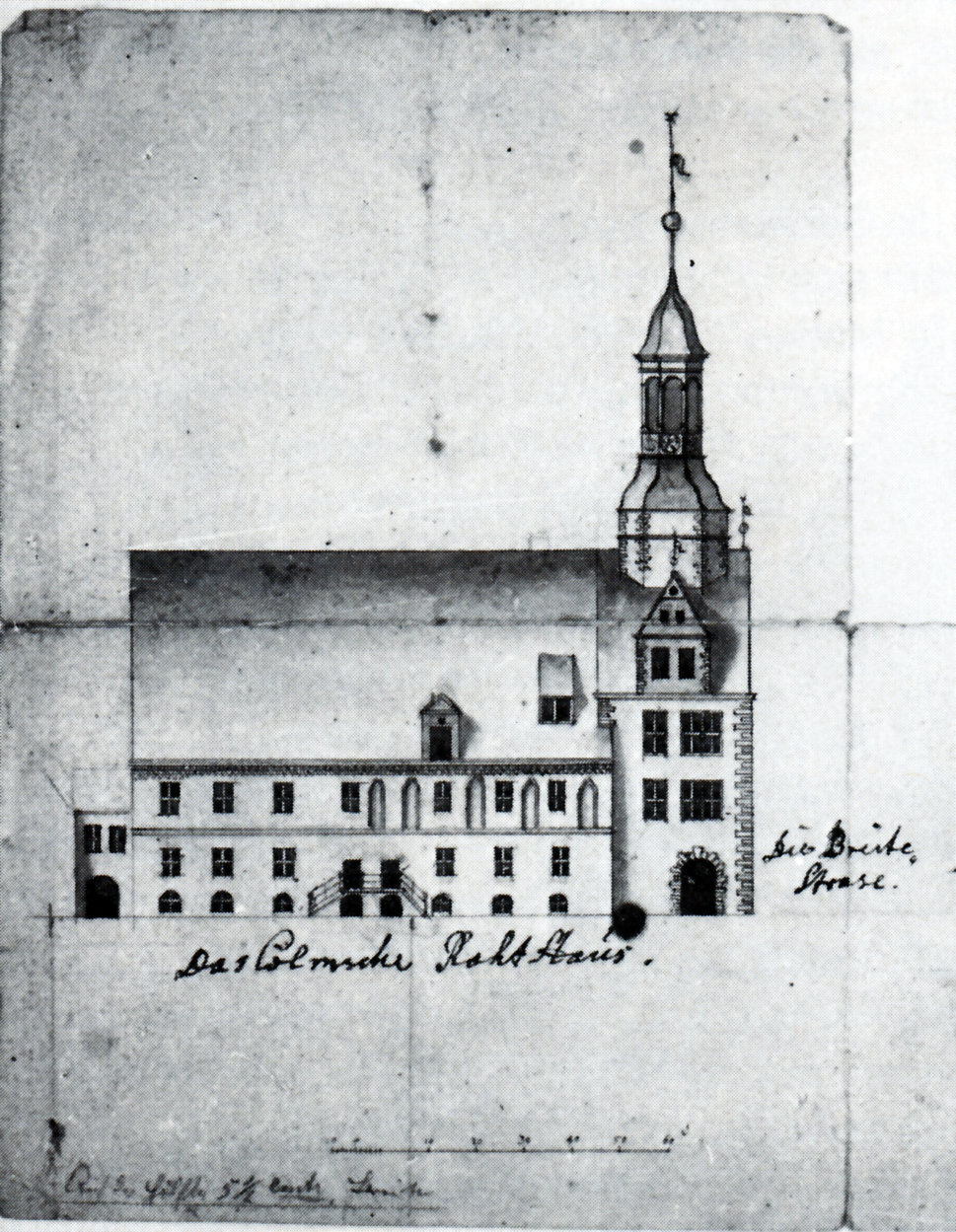
Der Entwurf für das Rathaus zu Cölln

Darüber hinaus war er zeitweise leitender Baumeister am Berliner Zeughaus und der Parochialkirche. Für die Stadt Berlin baute Grünberg das Cöllnische Rathaus, darüber in der Breiten Straße einige Bürgerhäuser.
1699/1700 errichtete er für Kurfürst Friedrich III. das Jagdschloss Fürstenwalde.